# Banco Quitasueño
El banco Quitasueño o cayo Quitasueño es un territorio de Colombia en el mar Caribe. Situado a unos 70 km al nornoreste de Providencia, en las coordenadas 14°24′N 81°07′O / 14.400, -81.117, forma parte del departamento de San Andrés y Providencia. Tiene importancia estratégica para Colombia.
En 1869, James Jennett reclamó la isla para los Estados Unidos de América basándose en la Ley de Islas Guaneras de 1856, pero en 1972 fue firmado (y ratificado en 1981) el tratado Vásquez-Saccio, mediante cuyo artículo 1° el gobierno estadounidense renunció a sus pretensiones de soberanía sobre el territorio y luego además, aceptó transferir a Colombia el faro allí ubicado, pero Estados Unidos no reconoció la soberanía colombiana sobre Quitasueño "por estar sumergido en alta marea". Según el artículo 2° del tratado, Colombia y Estados Unidos aceptaron permitir en las aguas adyacentes a Quitasueño las actividades de pesca del otro país.
El 19 de noviembre de 2012, la Corte Internacional de Justicia resolvió unánimemente que la República de Colombia tiene soberanía sobre Quitasueño después de un extenso litigio iniciado por Nicaragua en 2001.

## Características
Actualmente es el complejo coralino más grande del archipiélago de San Andrés y Providencia. Consta de 54 formaciones que sobresalen durante la marea baja, una de las cuales, QS32, permanece todo el tiempo sobre la superficie del mar, aun durante la alta marea. Incluyendo su área de plataforma, el banco tiene algo más de 60 km de longitud y entre 10 y 20 km de ancho. En el banco no existe actualmente ningún cayo, solamente un faro construido sobre el arrecife, sobre el extremo norte del mismo.